# Leatherhead
Leatherhead este un oraș în comitatul Surrey, regiunea South East, Anglia. Orașul se află în districtul Mole Valley.